# Byrd Song: Charlie Byrd with Voices
| Recensione | Giudizio |
| ---------- | -------- |
| AllMusic   |          |

Byrd Song: Charlie Byrd with Voices è un album discografico del chitarrista jazz statunitense Charlie Byrd, pubblicato dalla casa discografica Riverside Records nel dicembre del 1965.

## Tracce

### LP
Lato A
1. In San Francisco – 3:25 (Douglass Cross, George Cory)
2. Who Will Buy? – 3:10 (Lionel Bart)
3. The Night We Called It a Day – 2:20 (Tom Adair, Matt Dennis)
4. Wildcat – 2:22 (Carolyn Leigh, Cy Coleman)
5. A felicidade – 2:40 (Antônio Carlos Jobim)
6. Action Painting – 3:04 (Charlie Byrd)

Lato B
1. This Can't Be Love – 2:42 (Lorenz Hart, Richard Rodgers)
2. Let's Do It – 3:21 (Cole Porter)
3. God Bless the Child – 2:51 (Billie Holiday, Arthur Herzog)
4. My Favorite Things – 4:09 (Oscar Hammerstein II, Richard Rodgers)
5. Swing 59 – 3:15 (Charlie Byrd)
6. Born to Be Blue – 2:28 (Mel Tormé, Robert Wells)

## Musicisti
- Charlie Byrd - chitarra
- Keter Betts - contrabbasso
- Bill Reichenbach - batteria
- Sconosciuti - cori

Note aggiuntive
- Registrato nel 1965
- Lawrence N. Shustak - fotografia copertina album originale
- Sam Alexander - design copertina album originale
- Bob Reisner - note retrocopertina album originale[3]